# Kvasný průmysl (časopis)
Kvasný průmysl, spolu s jeho předchůdcem časopisem Kvas, patří mezi nejstarší odborné časopisy vydávané na území dnešní České republiky. Tématem časopisu je problematika základního a aplikovaného výzkumu a praxe z oblastí sladařství, pivovarnictví, kvasného a nápojového průmyslu.

## Historie
Časopis Kvas byl založen Spolkem pro průmysl pivovarský v Království českém již roku 1873 a do roku 1938 byl vydáván též v němčině pod názvem Der Böhmische Bierbrauer. Časopis vycházel i po rozpadu Rakousko-Uherské monarchie a po vzniku Československé republiky až do října 1940. Od října 1940 do září 1944, v době Protektorátu Čechy a Morava, vycházel pod názvem Gambrinus.
Po válce  vycházel časopis Kvas v obnoveném Československu od června 1945 až do října roku 1950, kdy bylo jeho vydávání zastaveno. V roce 1955 začalo Ministerstvo potravinářského průmyslu vydávat časopis Kvasný průmysl, který svým zaměřením navázal na tradici původního časopisu Kvas. V roce 1968 převzalo vydávání časopisu Ministerstvo zemědělství a výživy a v roce 1972 podnik Pivovary a sladovny.
Od roku 1992 je časopis vydáván Výzkumným ústavem pivovarským a sladařským, a.s.. Do konce roku 2016 vycházel časopis jako měsíčník s letním a zimním dvojčíslem. Časopis byl dvouměsíčníkem v letech 2017 až 2019. 
V roce 2019 se tištěný časopis Kvasný průmysl rozdělil na dva samostatné časopisy. Rozdělen byl na online časopis Kvasný Průmysl v angličtině a tištěný časopis Kvasný, který vychází pouze v českém a slovenském jazyce.
Online podoba časopisu vychází od roku 2015 jako online periodikum. Od ročníku 2015 je obsah indexovaný v řadě mezinárodních databázích, které zviditelňují časopis mezi odborníky na celém světě; Web of Science (edice ESCI), CAS, CAB Abstracts, DOAJ.
Od r. 2020 je Kvasný průmysl zařazen do Q4 v kategorii Food Science & Technologie, tzn. aktuální hodnocení je ve smyslu - rychle se rozvíjející časopis, postupně plnící požadovaná kritéria na význam a přínos ve své publikační oblasti.
Tato verze časopisu je zdarma a dostala novou podobu.

## Zaměření časopisu
Kvasný průmysl je zaměřen na publikování výsledků základního a aplikovaného výzkumu a praxe z oblastí sladařství, pivovarnictví, kvasného a nápojového průmyslu (chemie, biochemie, bioinženýrství, mikrobiologie, fyziologie, technologie, strojírenství, ekonomika, historie apod.). Vedle toho je pozornost zaměřena i na oblast historie pivovarsko-sladařského průmyslu.
Recenzované články českých a slovenských autorů jsou publikovány v české/slovenské a anglické verzi. Recenzované články ostatních autorů jsou publikovány pouze v angličtině. Část obsahu každého čísla je vyhrazena sdělení profesní organizace a dalším zprávám důležitým pro odbornou veřejnost (informace o kongresech, seminářích, recenze knih, osobní zprávy apod.).

## Redakční rada
Členy mezinárodní redakční rady jsou vědecké osobnosti a významní odborníci z pivovarského a nápojového průmyslu. Mezi členy redakční rady patřili Dr. Jiří Cuřín, CSc., Ing. Miroslav Kahler, CSc., Ing. Vladimír Kellner, CSc., Ing. Antonín Kratochvíl a další.

## Příspěvky
Příspěvky jsou recenzovány. Časopis je uváděn v databázích: Chemical Abstracts, CAB Abstracts, AGRIS, BRI, VITIS, FSTA, Česká zemědělská a potravinářská bibliografie, Česká národní bibliografie, od roku 2016 je zapojen do mezinárodního systému crossref. Dále je uveden v Registru periodik knihoven a informačních středisek resortu MŽP a spolupracujících organizací.